# Televizní pořad
Televizní pořad je audiovizuální televizní obsah vysílaný vzduchem, kabelovou televizí nebo internetovou televizí. Oproti televizní reklamě nebo upoutávkám slouží k získání a zabavení diváků.
Podle vztahů k realitě jsou televizní pořady děleny na faktuální a fikční. Mezi faktuální televizní žánry patří zpravodajství, publicistika, dokumentární pořady, populárně-zábavné pořady (kvízy, talk show, sport, hudba, zájmové magazíny aj.) a reality show (talentové soutěže, docusoap, sociální experimenty aj.). Fikční pořady nemají bezprostřední vztah k událostem v realitě a jejich příběhy a postavy jsou dílem scenáristů.
Televizní pořad může být jak jednorázovou produkcí, tak i, mnohem častěji, sérií navazujících produkcí. Dle četnosti se televizní pořady tedy dělí na jednorázové a seriálové (na pokračování). Jednorázový televizní pořad může být označen jako „speciál“ nebo „speciální díl“. Dalším příkladem jednorázového pořadu je televizní film, fikční filmový snímek realizovaný v televizní produkci a určený pro televizi, který nebyl promítán v kinech. Pořady seriálového typu jsou označovány televizní seriály (obvykle fikčního charakteru) či televizní show (faktuálního charakteru). Pořady vysílané po dobu několika let bývají rozdělovány do jednotlivých řad, které každoročně přináší určitý počet nových dílů. Pokud má televizní pořad malý (nejčastěji čtyři až sedm) a předem omezený počet dílů, bývá nazýván minisérií.